# Route nationale 49 (France)
Pour les articles homonymes, voir N49 et Route nationale 49.
La Route nationale 49 (RN 49 ou N 49) relie aujourd'hui les deux extrémités de la route nationale 2 à Maubeuge. Avant la réforme induite par le décret du 5 décembre 2005, elle reliait Valenciennes à la Belgique.
Initialement, la RN 49 commençait à Jenlain (le tronçon de Valenciennes à Jenlain appartenant alors à la RN 45), et, après Maubeuge, prenait la direction de Cousolre, passait en Belgique par Beaumont, repassait en France à Givet pour continuer de nouveau en Belgique vers Saint-Hubert. Ce tronçon à l'est de Maubeuge a été déclassé en RD 936 dans le Nord et en RD 949 dans les Ardennes ; tandis qu'à Jenlain, l'ancien itinéraire a lui aussi été déclassé en RD 936.
Dans le même temps, il a été décidé de lui adjoindre le tracé entre Lille, Seclin et Valenciennes. Il s'agissait auparavant de la section terminale de l'ex route nationale 25 du Havre à Lille, entre Lille et Seclin, puis d'une section de la RN 353 qui reliait Saint-Amand-les-Eaux à Seclin via Orchies et Pont-à-Marcq. Doublé par l'A23, ce tronçon a été déclassé en RD 549.
Durant les années 1980, puis 2000, un nouveau tracé en 2×2 voies est réalisé, partant de l'autoroute A2 en direction de Maubeuge. Ce tracé est baptisé RN 49, tandis que l'ancien tracé, d'abord entre Saint-Waast-la-Vallée et Bavay, puis entre Bavay et La Longueville, puis enfin entre Jenlain et Saint-Waast, a été renuméroté en RN 2049.
Le déclassement des deux tracés en 2005 a attribué le numéro RD 649 pour la 2×2 voies, ainsi qu'au centre de Maubeuge (exception faite de la jonction des deux extrémités de la route nationale 2), et le numéro RD 2649 à la route joignant Jenlain à Bavay. Le court tronçon entre Bavay et La Longueville a, lui, reçu la dénomination RD 95 en prolongement de la route départementale de même numéro.

## Tracé de Valenciennes à Jeumont (1978 - 2006)

### Sections à 2x2 voies

#### Section Valenciennes - La Longueville
- Échangeur entre A2 et D649 :
  - A2 Paris : Mons, Bruxelles, Liège, Valenciennes-Le Roleur, Marly, ZI Marly 1 & 2, Marché de Gros
  - A2 Bruxelles : Denain, Douai, Lille, Paris, Valenciennes, Aulnoy-lez-Valenciennes, Solesmes, Le Cateau
- Début de la 2x2 voies, 110 km/h. Fin d'autoroute, début de route à accès réglementée.
- 1 D659 : A2 (Bruxelles), Curgies, Saultain, Saint-Saulve, Marly
- 1.1 D934 (depuis et vers Valenciennes) : Laon, Le Quesnoy, Avesnes-sur-Helpe
- 2 D129 : Le Quesnoy, Jenlain, Wargnies-le-Grand, Roisin
- 3 D154 : Maubeuge (Plus de 4,3 m.), Bavay (Plus de 4,3 m.), Saint-Waast-la-Vallée, La Flamengrie, Wargnies-le-Petit
- 4 D524 : Houdain-lez-Bavay, Bellignies, Gussignies, Bavay, Saint-Waast-la-Vallée
- 5 D932 : Valenciennes (Plus de 4,3 m.), Saint-Waast-la-Vallée (Plus de 4,3 m.), Taisnières-sur-Hon, Mons, Aulnoye-Aymeries, Le Quesnoy, Le Cateau, Bavay
- 6 D117 : La Longueville
- Réduction à 1 voie, à 250 m, 90 km/h.
- Réduction à 1 voie. Fin de route à accès réglementée.
- Fin de la 2x2 voies, 80 km/h. Section à 2x1 voies, sans séparation centrale.

#### Section Maubeuge - Belgique
- Carrefour giratoire entre D2602 et D649 : 
  - D2602 : Maubeuge-Centre, Équipement Subdivision de Maubeuge, Maison de Justice et du Droit
  - Sans issue : Cesbude
  - Maubeuge-Centre-Ville, Parking Place de la Concorde, Parking Roosvelt, Parking Place Verte, Parking Place de Wattignies
  - D2602 : Avesnes, Laon, Reims, Parking Gare, Parking Place Anatchkov, Louvroil, Complexe Aquatique
  - D649 : Charleroi, Binche, Jeumont, Assevent, Recquignies, Rousies, Zone d'activité de l'Écopôle, Pôle Universitaire de Maubeuge, Lycée Pierre Forest
- Section courte urbaine de Maubeuge. Début de 2x2 voies, 70 km/h.
- Carrefour giratoire entre D236 et D649 : 
  - D649 : Maubeuge, Complexe aquatique
  -  D236 : Recquignies, Rousies, Zone d'activités de l'Écopôle, Déchèterie[1]
  - D649 : Charleroi, Binche, Jeumont, Assevent
- Fin de section courte urbaine de Maubeuge, 110 km/h.
- D959 : Assevent, Maubeuge-Pont Allant
- D359 : Boussois, Assevent, Aérodrome de la Salmagne - Maubeuge-Vieux-Reng-Élesmes-Boussois
- Section urbaine de Marpent.
- D959 : Marpent
- Fin de section urbaine de Marpent.
- D959 (depuis et vers Maubeuge) : Jeumont-Centre
- Avant réduction à 1 voie, à 100 m.
- Réduction à 1 voie.
- Rappel  Avant giratoire, à 400 m.
- Avant giratoire, à 300 m.
- Avant le giratoire.
- Carrefour giratoire entre D959, C1 et C2 :
  - D649 : Maubeuge, Boussois, Marpent
  - C1 : Jeumont-Centre, Jeumont-L'Épinette, Déchèterie, Parking Covoiturage
  - C1 : 2MPA
  - C2 : ZA de la Justice
  - D649 : Binche, Charleroi, Erquelinnes
- Petite portion avant entrée en Belgique.
- Entrée en  Belgique .

### Section à 2×1 voies (La Longueville - Maubeuge)
- La Longueville (km 23)
- Feignies (km 28)
- rond-point de l'As-de-trèfle (contournement ouest de Maubeuge pour rejoindre la )
- Maubeuge (km 32)

## Ancien tracé de Jenlain à Givet (N 49, D 936 & D 949)
- Jenlain
- Wargnies-le-Petit
- Saint-Waast
- Bavay
- La Longueville
- Maubeuge
- Ferrière-la-Grande
- Cerfontaine[2],[3]
- Colleret
- Cousolre
- passage en  Belgique par Beaumont et Philippeville (N597, puis )
- Givet D 949
- Belgique

L'ex RN 49 n'a pas été renumérotée RD 949 dans le Nord car ce numéro y a été attribué à l'ex RN 349 qui reliait Lille à Ypres via Wambrechies et Quesnoy-sur-Deûle.